# Max Stotz
Max Stotz (13 de Fevereiro de 1912 - 19 de Agosto de 1943) foi um piloto alemão da Luftwaffe durante a Segunda Guerra Mundial. Voou em mais de 700 missões de combate, nas quais abateu 189 aeronaves inimigas, o que fez dele um ás da aviação.